# Eduardo Escobedo Romero
Eduardo Escobedo Romero (geboren am 15. September 2005 in Pozoblanco) ist ein spanischer Handballspieler, der auf der Spielposition linker Rückraum eingesetzt wird.

## Vereinskarriere
Eduardo Escobedo spielte bis 2021 bei Club Balonmano Pozoblanco und anschließend bis 2022 bei Club Balonmano Colegio San Francisco de Asís Mijas, von 2022 an bei Dólmenes Antequera. In der Saison 2024/2025 stand er bei Trops Málaga unter Vertrag. Zur Spielzeit 2025/2026 wechselte er zum Erstligaaufsteiger Eón Alicante.

## Auswahlmannschaften
Escobedo stand ab 2022 im Aufgebot spanischer Nachwuchsauswahlmannschaften.
Am 25. Juli 2022 debütierte er gegen die Auswahl Dänemarks in der Jugendnationalmannschaft Spaniens. Er nahm als Jugendnationalspieler am Europäischen Olympischen Sommer-Jugendfestival 2021 teil. Insgesamt bestritt er fünf Spiele mit der Auswahl, dabei warf er acht Tore.
Mit den spanischen Junioren, für die er im Januar 2024 erstmals auflief, nahm er an der U-20-Europameisterschaft 2024 (1. Platz) teil.

## Erfolge
- U-20-Europameisterschaft 2024: 1. Platz